# フォーボールゴルフ
フォーボール (Four-ball) とはゴルフのプレーフォーマットの一つで、ペアでプレーを行う。ベターボール (better ball)、あるいはベストボール (best ball) などとも言われるが、後者は正確には3人または4人でチームを組む時の説明に適した用語であろう。"4BBB" と略記されることもある。
ストロークプレー競技では、プレーヤーはペアとなりチームとしてプレーする。各人が自分のボールをプレーし、各ホールにおけるチームのスコアは二人の結果の少ない方を採用する。各ホールでペアのうち一人だけがホールアウトすればよい。規定ホール数プレーして、合計スコアが少ない方のチームが勝者となる。2017年以降でこのフォーマットを採用している大会は、フォーサム形式との混合でPGAツアーのチューリッヒクラシックである。
マッチプレー競技におけるフォーボールは二人のプレーヤからなる二つのチームにより、チーム間での対戦となる。ラウンド中、4人全員が自分のボールを打ち、一番少ないスコアを出したプレーヤーがいる方のチームがそのホールの勝者となる。このフォーマットはライダーカップ、ソルハイムカップ、プレジデンツカップなどのチームゴルフ競技でプレーされる。